# Selected Ambient Works Volume II
Selected Ambient Works Volume II é o segundo álbum de estúdio de Aphex Twin, nome artístico do músico eletrônico britânico Richard D. James. O álbum foi lançado no dia 7 de março de 1994 no Reino Unido e em 12 de abril nos Estados Unidos, respectivamente pelas gravadoras Warp Records e Sire Records. O trabalho é uma sequência de Selected Ambient Works 85–92, o álbum anterior de James, porém difere de seu predecessor ao ser praticamente inteiro formado por músicas ambientes.
James compôs Selected Ambient Works Volume II inspirado por sonhos lúcidos, empregando deliberadamente um estilo de afinação musical microtonal e mais minimalista que seus trabalhos anteriores. Com a exceção de uma faixa, todas as músicas do álbum não foram nomeadas; em vez disso, elas foram representadas por imagens tratadas por Paul Nicholson a partir de fotografias tiradas pela namorada de James na época. A capa em si foi criada ao arranhar o logo de Aphex Twin em um estojo de couro.
O álbum foi bem recebido ao ser lançado, com muitos críticos elogiando a qualidade das composições, porém alguns o criticaram por acharem que não havia muita profundidade nas músicas. Ele teve bons números de vendas e ficou nas tabelas dos mais vendidos por três semanas. Avaliações posteriores consideraram Selected Ambient Works Volume II como um dos melhores álbuns da década de 1990 e um dos melhores e mais importantes trabalhos de música ambiente e eletrônica na história.
Em 18 de junho de 2024, James anunciou que Selected Ambient Works Volume II seria relançado como Selected Ambient Works Volume II (Expanded Edition) nos formatos digital, CD, vinil e cassete. O relançamento do álbum está programado para 4 de outubro de 2024 e inclui duas faixas bônus adicionais bônus adicionais que não estão presentes em outras versões do álbum. A 19ª faixa, anteriormente excluída das edições em CD, foi lançada em streaming pela primeira vez no mesmo dia.

## Composição

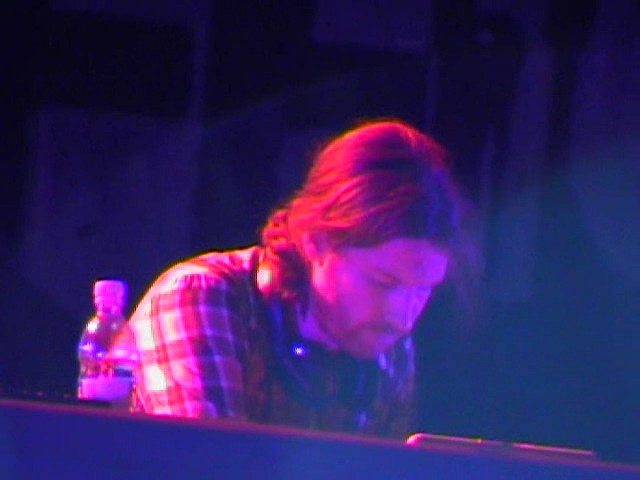
James inspirou-se em experiências de sonhos lúcidos na criação do álbum

O músico eletrônico britânico Richard D. James, mais conhecido por seu nome artístico de Aphex Twin, inspirou-se em suas experiências com sonhos lúcidos para a composição de Selected Ambient Works Volume II. Ele afirmou que, sempre que acordava, tentava recriar os sons que tinha ouvido nos seus sonhos e depois gravá-los. O músico também comentou que sua sinestesia natural contribuiu para o álbum. James descreveu o trabalho como algo semelhante a situação de se estar "parado em uma usina elétrica usando LCD", complementando que "se você ficar no meio de uma bem grande, você consegue uma presença bem estranha e você consegue aquele zunido. Você sente a eletricidade ao seu redor. Isso é totalmente onírico para mim. É como uma dimensão estranha certa".
Selected Ambient Works Volume II difere de Selected Ambient Works 85–92, o primeiro volume produzido por James, consistindo de composições ambientes longas e texturizadas com percussão mínima e às vezes elementos vocais, uma característica que foi comparada com os primeiros trabalhos ambientes de Brian Eno e ao minimalismo de John Cage. O álbum faz uso de afinações microtonais, algo que James estava interessado na época. A vigésima segunda faixa do álbum contém o trecho de uma entrevista com uma mulher que tinha assassinado seu marido, que foi dada a James por um amigo que trabalhava como faxineiro em uma delegacia.

## Arte

Arte interna da versão em vinil, mostrando as imagens que representam as faixas.

As artes do álbum foram feitas pelo designer Paul Nicholson. Todas as faixas, com a exceção de "Blue Calx", não foram nomeadas e em vez disso foram representadas por imagens colocadas na arte interna do álbum. Todas as fotos utilizadas foram tiradas pela namorada de James na época e a maioria delas foi feita dentro de um pequeno apartamento que ela, Nicholson e James estavam dividindo. Nicholson tratou e alterou as imagens para uso no álbum. A arte da capa foi criada depois de James ter raspado o logo de Aphex Twin, originalmente criado por Nicholson, na parte de trás de um estojo de couro.
Todas as fotos estão em um tom sépia, com a exceção daquela que representa "Blue Calx", que é um campo azul. Diferentes cortes das imagens foram usados para as diferentes artes internas e livretos das versões em CD, vinil e cassete. Além disso, muitas foram alteradas para o lançamento nos Estados Unidos, com várias das imagens originais fora de foco tendo sido substituídas por outras novas em foco, enquanto a imagem que representava "Stone in Focus" foi substituída por um espaço em branco. Em cada foto há um gráfico de pizza, que segundo Nicholson era "relacionado com a assinatura das faixas, o quão longas elas são". Os timecodes de cada faixa foram convertidos para um formato decimal, então em uma porcentagem da duração total e por fim em um ângulo que foi usado no gráfico.

## Lançamento
Selected Ambient Works Volume II foi lançado no Reino Unido pela gravadora Warp em 7 de março de 1994 nos formatos de CD duplo e vinil triplo. O álbum vendeu pouco mais de nove mil cópias em sua semana de estreia. Ele apareceu nas listas dos mais vendidos britânicos em 19 de março na décima primeira posição, permanecendo nas tabelas durante três semanas. A versão para CD removeu a faixa dezenove por questões de espaço. Selected Ambient Works Volume II estreou em CD nos Estados Unidos pela gravadora Sire Records em 12 de abril de 1994; esta versão também removia a faixa dezenove mais a faixa quatro. O álbum já tinha vendido mais de sessenta mil unidades fora dos Estados Unidos até julho de 1994. Foi relançado em vinil pela 1972 Records em 6 de março de 2012, porém esta foi feita a partir de uma cópia do CD norte-americano. James adicionou o álbum a sua loja online em 2017, incluindo uma faixa bônus e também a faixa dezenove pela primeira vez no formato digital.

## Faixas
Com a exceção de "Blue Calx" e da faixa bônus "th1 [evnslower]", esta disponibilizada em 2017, James nunca deu nome oficiais para nenhuma das composições, em vez disso representando-as com imagens na arte do álbum. Os títulos não-oficiais mostrados abaixo são baseados nas imagens e foram dados pelo fã Greg Eden.
CD
| Disco um       |                                                          |         |  |
| N.º            | Título                                                   | Duração |  |
| 1.             | "Untitled" ("Cliffs")                                    | 7:27    |  |
| 2.             | "Untitled" ("Radiator")                                  | 6:34    |  |
| 3.             | "Untitled" ("Rhubarb")                                   | 7:44    |  |
| 4.             | "Untitled" ("Hankie"; omitido da versão norte-americana) | 4:39    |  |
| 5.             | "Untitled" ("Grass")                                     | 8:55    |  |
| 6.             | "Untitled" ("Mould")                                     | 3:31    |  |
| 7.             | "Untitled" ("Curtains"/"Ropes")                          | 8:51    |  |
| 8.             | "Untitled" ("Blur/Circle")                               | 5:08    |  |
| 9.             | "Untitled" ("Weathered Stone")                           | 6:54    |  |
| 10.            | "Untitled" ("Tree")                                      | 9:58    |  |
| 11.            | "Untitled" ("Domino")                                    | 7:18    |  |
| 12.            | "Untitled" ("White Blur 1"/"Steel Plate")                | 2:43    |  |
| Duração total: | Duração total:                                           | 79:42   |  |

| Disco dois     |                                                 |         |  |
| N.º            | Título                                          | Duração |  |
| 1.             | "Blue Calx"                                     | 7:20    |  |
| 2.             | "Untitled" ("Parallel Stripes")                 | 8:00    |  |
| 3.             | "Untitled" ("Shiny Metal Rods"/"Metal Grating") | 5:33    |  |
| 4.             | "Untitled" ("Grey Stripe"/"Windowsill")         | 4:45    |  |
| 5.             | "Untitled" ("Z Twig"/"B+W Stripes")             | 2:05    |  |
| 6.             | "Untitled" ("Windowsill"/"Siding Nails")        | 7:16    |  |
| 7.             | "Untitled" ("Hexagon"/"Corrugated Tubing")      | 5:58    |  |
| 8.             | "Untitled" ("Lichen")                           | 4:15    |  |
| 9.             | "Untitled" ("Spots"/"Leaves")                   | 4:15    |  |
| 10.            | "Untitled" ("Tassels")                          | 7:30    |  |
| 11.            | "Untitled" ("White Blur 2"/"Rusty Metal")       | 11:27   |  |
| 12.            | "Untitled" ("Matchsticks"/"B+W Stripes II")     | 5:41    |  |
| Duração total: | Duração total:                                  | 76:59   |  |

Vinil e cassete
| Lado um        |                         |         |  |
| N.º            | Título                  | Duração |  |
| 1.             | "Untitled" ("Cliffs")   | 7:27    |  |
| 2.             | "Untitled" ("Radiator") | 6:34    |  |
| 3.             | "Untitled" ("Rhubarb")  | 7:44    |  |
| 4.             | "Untitled" ("Hankie")   | 4:39    |  |
| Duração total: | Duração total:          | 26:24   |  |

| Lado dois      |                                 |         |  |
| N.º            | Título                          | Duração |  |
| 1.             | "Untitled" ("Grass")            | 8:55    |  |
| 2.             | "Untitled" ("Mould")            | 3:31    |  |
| 3.             | "Untitled" ("Curtains"/"Ropes") | 8:51    |  |
| 4.             | "Untitled" ("Blur"/"Circles")   | 5:08    |  |
| Duração total: | Duração total:                  | 26:25   |  |

| Lado três      |                                           |         |  |
| N.º            | Título                                    | Duração |  |
| 1.             | "Untitled" ("Weathered Stone")            | 6:54    |  |
| 2.             | "Untitled" ("Tree")                       | 9:58    |  |
| 3.             | "Untitled" ("Domino")                     | 7:18    |  |
| 4.             | "Untitled" ("White Blur 1"/"Steel Plate") | 2:43    |  |
| Duração total: | Duração total:                            | 26:53   |  |

| Lado quatro    |                                                 |         |  |
| N.º            | Título                                          | Duração |  |
| 1.             | "Blue Calx"                                     | 7:20    |  |
| 2.             | "Untitled" ("Parallel Stripes")                 | 8:00    |  |
| 3.             | "Untitled" ("Shiny Metal Rods"/"Metal Grating") | 5:33    |  |
| 4.             | "Untitled" ("Grey Stripe"/"Windowsill")         | 4:45    |  |
| 5.             | "Untitled" ("Z Twig"/"B+W Stripes")             | 2:05    |  |
| Duração total: | Duração total:                                  | 27:43   |  |

| Lado cinco     |                                            |         |  |
| N.º            | Título                                     | Duração |  |
| 1.             | "Untitled" ("Windowsill"/"Siding Nails")   | 7:16    |  |
| 2.             | "Untitled" ("Stone in Focus")              | 10:11   |  |
| 3.             | "Untitled" ("Hexagon"/"Corrugated Tubing") | 5:58    |  |
| 4.             | "Untitled" ("Lichen")                      | 5:58    |  |
| Duração total: | Duração total:                             | 27:40   |  |

| Lado seis      |                                             |         |  |
| N.º            | Título                                      | Duração |  |
| 1.             | "Untitled" ("Spots"/"Leaves")               | 7:09    |  |
| 2.             | "Untitled" ("Tassels")                      | 7:30    |  |
| 3.             | "Untitled" ("White Blur 2"/"Rusty Metal")   | 11:27   |  |
| 4.             | "Untitled" ("Matchsticks"/"B+W Stripes II") | 5:41    |  |
| Duração total: | Duração total:                              | 31:47   |  |

| Faixa bônus de 2017 |                   |         |  |
| N.º                 | Título            | Duração |  |
| 1.                  | "th1 [evnslower]" | 11:07   |  |